# Cikadu (Cisayong)
Cikadu is een bestuurslaag in het regentschap Tasikmalaya van de provincie West-Java, Indonesië. Cikadu telt 2388 inwoners (volkstelling 2010).